# 亞洲公路6號線
亞洲公路6號線（英語：Asian Highway 6），编号為，是亞洲公路網系統中的一條東西走向的公路，長10,475（6,509英里）。該公路起始於韩国釜山，經韩国、朝鲜、中国、哈萨克斯坦和俄罗斯，最終至俄罗斯斯摩棱斯克州与白俄罗斯的边境并连接。

## 各国分段线路

### 韩国
- 国道7号：釜山（부산） - 老圃（朝鲜语：청룡노포동）（노포） - 蔚山（울산）
- 东海高速公路：蔚山（울산） - 浦项 （포항）
- 国道7号：浦项（포항） - 三陟（삼척）
- 东海高速公路：三陟（삼척） - 江陵（강릉） - 束草（속초）
- 国道7号：束草（속초） - 高城（고성）

### 朝鲜
- 元山金刚山高速公路：高城（고성） - 元山（원산）
  - （支线）平壤元山高速公路：元山（원산） - 平壤（평양）
- 国道7号：元山（원산） - 文川（문천） - 咸兴（함흥） - 新浦（신포） - 端川（단천） - 金策（김책） - 清津（청진） - 罗先（라선） - 豆满江（두만강）

### 俄罗斯
- 05A-214公路：哈桑 - 拉兹多利诺耶（俄语：Раздольное (Приморский край)）（Раздольное）
- 拉兹多利诺耶-阿尔乔姆-海参崴段无编号（阿尔乔姆市区则途径05A-615及05K-605公路）
  - 05A-608：阿尔乔姆-纳霍德卡-东方港（支线）
- A370：海参崴 - 双城子
- 05A-215公路：双城子 - 波格拉尼奇内

### 中国
- 绥满高速：绥芬河 - 牡丹江 - 海林 - 尚志 - 哈尔滨 - 肇东 - 安达 - 大庆 - 齐齐哈尔 - 牙克石 - 呼伦贝尔 - 满洲里

### 俄罗斯
- A350公路：后贝加尔斯克（Забайкальск） - 博尔贾（Борзя） - 莫戈伊图伊（Могойтуй） - 阿金斯科耶（Агинское） - 赤塔（Чита）
- R258公路：赤塔（Чита） - 希洛克（Хилок） - 外贝加尔地区彼得罗夫斯克（Петровск-Забайкальский） - 乌兰乌德（Улан-Удэ） - 斯柳江卡（Слюдянка） - 伊尔库茨克（Иркутск）
- R255公路：伊尔库茨克（Иркутск） - 图伦（Тулун） - 坎斯克（Канск） - 克拉斯诺亚尔斯克（Красноярск） - 阿钦斯克（Ачинск） - 克麦罗沃（Кемерово） - 新西伯利亚（Новосибирск）
- R254公路：新西伯利亚（Новосибирск） - 鞑靼斯克（Татарск） - 鄂木斯克（Омск） - 伊西利库尔（Исилькуль）

### 哈萨克斯坦
- M51公路：卡拉古加（Қарақоға） - 彼得罗巴甫尔（Петропавл） - 齐斯托（Чистое）

### 俄罗斯
- R254公路：佩图霍沃（Петухово） - 库尔干（Курган） - 车里雅宾斯克（Челябинск）
- M5公路：车里雅宾斯克（Челябинск） - 米阿斯（Миасс） - 乌法（Уфа） - 萨马拉（Самара） - 陶里亚蒂（Тольятти） - 塞兹兰（Сызрань） - 奔萨（Пенза） - 梁赞（Рязань） - 莫斯科（Москва）
- M1公路：莫斯科（Москва） - 斯摩棱斯克（Смоленск） - 克拉斯诺耶（Красное）